# 550
Évszázadok: 5. század – 6. század – 7. század
Évtizedek: 500-as évek – 510-es évek – 520-as évek – 530-as évek – 540-es évek – 550-es évek – 560-as évek – 570-es évek – 580-as évek – 590-es évek – 600-as évek
Évek: 545 – 546 – 547 – 548 –  549 – 550 – 551 – 552 – 553 – 554 – 555

## Események

### Bizánci Birodalom
- A bizánci-gót háborúban Totila osztrogót király megszállja Szicíliát, Szardíniát és Korzikát. A gót hajók a görög partokat fosztogatják. Iusztinianosz császár nagy sereget és flottát gyűjt a gótok ellen és annak vezetését unokatestvérére, Germanoszra bízza; ő azonban közvetlenül az indulás előtt meghal.
- A lazicai háborúban a bizánciak előbb feladják Petra ostromát és perzsáknak sikerül új ellátmányt vinniük a városba, majd Besszasz vezetésével újabb, hatezres bizánci sereg érkezik és ismét ostrom alá veszik Petrát. A Lazicától északra élő abazgok (az abházok ősei) fellázadnak a lazicai uralom ellen és perzsa segítséget kérnek.
- Kaiszareiai Prokopiosz megírja Titkos történet c. művét.

### Európa
- Chararic az északnyugat-hispániai ariánus szvébek királya állítólag országába hozatja Tours-i Szent Márton ereklyéit, amelyektől fia kigyógyul a leprából. Chararic és udvara áttér a katolicizmusra.
- A svéd őstörténet Vendel-korszakának (550-800) kezdete.

### Kína
- A Keleti Vej dinasztia régense, Kao Jang lemondatja Hsziaocsing császárt és Venhszüan uralkodói néven maga foglalja el a trónt, megalapítva ezzel az Északi Csi dinasztiát. Hsziaocsing egy hercegi címmel vigasztalódhat. A belpolitikai felfordulás hírére a Nyugati Vej dinasztia támadást intéz Északi Csi ellen, de Venhszüen visszaveri a seregüket.

### India
- Meghal Visnugupta, a Gupta Birodalom utolsó királya, az állam ezután szétesik, lokális dinasztiák uralkodnak területei fölött.

### Amerika
- Quiriguá maja városállamban megkezdődik az akropolisz építése (hozzávetőleges időpont).

## Születések
- Szent Gál, ír misszionárius

## Halálozások
- Árjabhata, indiai matematikus és csillagász
- Buddhapálita, indiai buddhista teológus
- Germanosz, bizánci politikus

## Fordítás
- Ez a szócikk részben vagy egészben  a(z)   550 című angol Wikipédia-szócikk ezen változatának fordításán alapul.  Az eredeti cikk szerkesztőit annak laptörténete sorolja fel. Ez a jelzés csupán a megfogalmazás eredetét és a szerzői jogokat jelzi, nem szolgál a cikkben szereplő információk forrásmegjelöléseként.